# Hermetia nigricornis
Hermetia nigricornis är en tvåvingeart som beskrevs av James och Wirth 1967. Hermetia nigricornis ingår i släktet Hermetia och familjen vapenflugor. Inga underarter finns listade i Catalogue of Life.